# Trofeo TIM
| Trofeo TIM            | Trofeo TIM                |
| --------------------- | ------------------------- |
| Sportart              | Fußball                   |
| Land                  | Italien                   |
| Erstaustragung        | 2001                      |
| Letzte Ausgabe        | 2016                      |
| Mannschaften          | 3                         |
| Aktueller Titelträger | Celta Vigo (2016)         |
| Rekordtitelträger     | Inter Mailand (8 Siege)   |
| Rekordtorschütze      | Clarence Seedorf (4 Tore) |

Die Trofeo TIM (deutsch TIM-Trophäe) war ein von 2001 bis 2016 jährlich stattfindendes Fußballturnier in der Saisonvorbereitung ursprünglich mit den drei italienischen Spitzenclubs AC Mailand, Juventus Turin und Inter Mailand. Der Rekordsieger mit acht Turniererfolgen ist Inter Mailand. Dahinter folgt der AC Mailand mit fünf Siegen und Juventus Turin, US Sassuolo Calcio und Celta Vigo mit einem Erfolg.
Den Anstoß zu diesem Saisonvorbereitungsturnier gab der Namensgeber, das italienische Telekommunikationsunternehmen Telecom Italia Mobile (Akronym: TIM), der auch die erste italienische Liga Serie A und den Pokalwettbewerb Coppa Italia sponsert. Die Organisation des Turniers liegt in den Händen der Agentur Master Group Sport in Mailand.
2013 und auch 2014 verzichtete Inter Mailand auf die Teilnahme am Turnier. Den freien Platz nahm US Sassuolo Calcio, der Aufsteiger in die Serie A 2013/14, ein. Der Debütant gewann bei seiner Premiere die Trofeo TIM. 2015 kehrte Inter Mailand zurück und ersetzte Juventus Turin. 2016 nahm erstmals eine ausländische Mannschaft am Turnier teil. Der spanische Club Celta Vigo trat am 10. August im MAPEI Stadium – Città del Tricolore in Reggio nell’Emilia gegen den AC und Sassuolo Calcio an und entschied das Turnier für sich.
2017 fand keine Ausgabe des Kurzturniers statt. Auch 2018 fiel das Turnier aus.

## Modus
In drei Partien wurden jeweils eine Halbzeit, also 45 Minuten, gespielt. So absolvierte jedes Teams ein komplettes Spiel von 90 Minuten. Bei Unentschieden wurde ein Spiel durch ein Elfmeterschießen entschieden. Nach dem ersten Spiel trat die dritte Mannschaft zuerst gegen den Verlierer und danach gegen den Gewinner der ersten Begegnung an.
Bei Punktgleichheit zwischen zwei Teams entschieden der direkte Vergleich. Bei Punktgleichstand unter den drei Clubs wurde zuerst die Tordifferenz und danach die (in der regulären Spielzeit) erzielten Tore zu Rate gezogen. Wäre weiterhin keine Entscheidung gefallen, zählte das niedrigste Durchschnittsalter der eingesetzten Spieler jeder Mannschaft.
Punktverteilung
- Sieg nach regulärer Spielzeit – 3 Punkte
- Sieg nach Elfmeterschießen – 2 Punkte
- Niederlage nach Elfmeterschießen – 1 Punkt
- Niederlage nach regulärer Spielzeit – 0 Punkte

## Austragungsorte
Gespielt wurden die drei Spiele jedes Turniers in einem Stadion. Über die Jahre wechselten die Stadien, meist wurde auf neutralem Platz gespielt. Zuletzt, zwischen 2013 und 2016 war das MAPEI Stadium – Città del Tricolore in Reggio nell’Emilia Austragungsort des Turniers.
- MAPEI Stadium – Città del Tricolore, Reggio nell’Emilia: 4 Turniere (2013, 2014, 2015, 2016)
- Stadio Nereo Rocco, Triest: 3 Turniere (2001, 2002, 2005)
- Stadio Giuseppe Meazza, Mailand: 3 Turniere (2004, 2006, 2007)
- Stadio San Nicola, Bari: 3 Turniere (2010, 2011, 2012)
- Stadio del Conero, Ancona: 1 Turnier (2003)
- Stadio Olimpico, Turin: 1 Turnier (2008)
- Stadio Adriatico, Pescara: 1 Turnier (2009)

## Übersicht
| Jahr | Austragungsort                                         | 1. Platz           | 2. Platz           | 3. Platz           |
| ---- | ------------------------------------------------------ | ------------------ | ------------------ | ------------------ |
| 2001 | Stadio Nereo Rocco Triest                              | AC Mailand         | Juventus Turin     | Inter Mailand      |
| 2002 | Stadio Nereo Rocco Triest                              | Inter Mailand      | AC Mailand         | Juventus Turin     |
| 2003 | Stadio del Conero Ancona                               | Inter Mailand      | Juventus Turin     | AC Mailand         |
| 2004 | Stadio Giuseppe Meazza Mailand                         | Inter Mailand      | AC Mailand         | Juventus Turin     |
| 2005 | Stadio Nereo Rocco Triest                              | Inter Mailand      | AC Mailand         | Juventus Turin     |
| 2006 | Stadio Giuseppe Meazza Mailand                         | AC Mailand         | Juventus Turin     | Inter Mailand      |
| 2007 | Stadio Giuseppe Meazza Mailand                         | Inter Mailand      | AC Mailand         | Juventus Turin     |
| 2008 | Stadio Olimpico Torino Turin                           | AC Mailand         | Juventus Turin     | Inter Mailand      |
| 2009 | Stadio Adriatico Pescara                               | Juventus Turin     | Inter Mailand      | AC Mailand         |
| 2010 | Stadio San Nicola Bari                                 | Inter Mailand      | AC Mailand         | Juventus Turin     |
| 2011 | Stadio San Nicola Bari                                 | Inter Mailand      | Juventus Turin     | AC Mailand         |
| 2012 | Stadio San Nicola Bari                                 | Inter Mailand      | Juventus Turin     | AC Mailand         |
| 2013 | MAPEI Stadium – Città del Tricolore Reggio nell’Emilia | US Sassuolo Calcio | Juventus Turin     | AC Mailand         |
| 2014 | MAPEI Stadium – Città del Tricolore Reggio nell’Emilia | AC Mailand         | Juventus Turin     | US Sassuolo Calcio |
| 2015 | MAPEI Stadium – Città del Tricolore Reggio nell’Emilia | AC Mailand         | US Sassuolo Calcio | Inter Mailand      |
| 2016 | MAPEI Stadium – Città del Tricolore Reggio nell’Emilia | Celta Vigo         | US Sassuolo Calcio | AC Mailand         |
| 2017 | nicht ausgetragen                                      |                    |                    |                    |

## Spiele

### Trofeo TIM 2001
| Inter Mailand                                                          | Inter Mailand | AC Mailand | AC Mailand |
| ---------------------------------------------------------------------- | --- | --- | ---------- |
| Inter Mailand                                                          | \| Donnerstag, 9. August 2001 um 21:00 Uhr in Triest (Stadio Nereo Rocco) \| \| Ergebnis: 0:0, 3:5 i.E. \| \| Schiedsrichter: Massimiliano Saccani ( Italien) \| | \| Donnerstag, 9. August 2001 um 21:00 Uhr in Triest (Stadio Nereo Rocco) \| \| Ergebnis: 0:0, 3:5 i.E. \| \| Schiedsrichter: Massimiliano Saccani ( Italien) \| | AC Mailand |
| Inter Mailand                                                          | Elfmeterschießen | | AC Mailand |
| Inter Mailand                                                          | 1:1 Christian Vieri 2:2 Clarence Seedorf 3:3 Mohamed Kallon Marco Materazzi                                                                                      | 0:1 Andrij Schewtschenko 1:2 Rui Costa 2:3 Serginho 3:4 Cosmin Contra 3:5 Filippo Inzaghi                                                                        | AC Mailand |
| Donnerstag, 9. August 2001 um 21:00 Uhr in Triest (Stadio Nereo Rocco) | | |            |
| Ergebnis: 0:0, 3:5 i.E.                                                | | |            |
| Schiedsrichter: Massimiliano Saccani ( Italien)                        | | |            |

| Inter Mailand                                                          | Inter Mailand | Juventus Turin | Juventus Turin |
| ---------------------------------------------------------------------- | --- | --- | -------------- |
| Inter Mailand                                                          | \| Donnerstag, 9. August 2001 um 22:15 Uhr in Triest (Stadio Nereo Rocco) \| \| Ergebnis: 0:0, 2:3 i.E. \| \| Schiedsrichter: Stefano Cassarà ( Italien) \| | \| Donnerstag, 9. August 2001 um 22:15 Uhr in Triest (Stadio Nereo Rocco) \| \| Ergebnis: 0:0, 2:3 i.E. \| \| Schiedsrichter: Stefano Cassarà ( Italien) \| | Juventus Turin |
| Inter Mailand                                                          | Elfmeterschießen | | Juventus Turin |
| Inter Mailand                                                          | Christian Vieri Emre Belözoğlu Benoît Cauet Vratislav Greško Stéphane Dalmat                                                                                | Alessandro Del Piero Gianluca Pessotto Enzo Maresca David Trezeguet Alessio Tacchinardi                                                                     | Juventus Turin |
| Donnerstag, 9. August 2001 um 22:15 Uhr in Triest (Stadio Nereo Rocco) | | |                |
| Ergebnis: 0:0, 2:3 i.E.                                                | | |                |
| Schiedsrichter: Stefano Cassarà ( Italien)                             | | |                |

| AC Mailand                                                             | AC Mailand | Juventus Turin | Juventus Turin |
| ---------------------------------------------------------------------- | --- | --- | -------------- |
| AC Mailand                                                             | \| Donnerstag, 9. August 2001 um 23:15 Uhr in Triest (Stadio Nereo Rocco) \| \| Ergebnis: 1:0 \| \| Schiedsrichter: Paolo Bertini ( Italien) \| | \| Donnerstag, 9. August 2001 um 23:15 Uhr in Triest (Stadio Nereo Rocco) \| \| Ergebnis: 1:0 \| \| Schiedsrichter: Paolo Bertini ( Italien) \| | Juventus Turin |
| AC Mailand                                                             | 1:0 Kacha Kaladse (31.) | | Juventus Turin |
| Donnerstag, 9. August 2001 um 23:15 Uhr in Triest (Stadio Nereo Rocco) | | |                |
| Ergebnis: 1:0                                                          | | |                |
| Schiedsrichter: Paolo Bertini ( Italien)                               | | |                |

Tabellenlegende
- Sp. = Spiele
- S. = Sieg
- EM-S. = Sieg im Elfmeterschießen
- N. = Niederlage
- EM-N. = Niederlage im Elfmeterschießen
- TD. = Tordifferenz
- Pkt. = Punkte

#### Abschlusstabelle 2001
| Platz | Mannschaft     | Sp. | S. | EM-S. | N. | EM-N. | TD. | Pkt. |
| ----- | -------------- | --- | -- | ----- | -- | ----- | --- | ---- |
| 1.    | AC Mailand     | 2   | 1  | 1     | 0  | 0     | 1:0 | 5    |
| 2.    | Juventus Turin | 2   | 0  | 1     | 1  | 0     | 0:1 | 2    |
| 3.    | Inter Mailand  | 2   | 0  | 0     | 0  | 2     | 0:0 | 2    |

### Trofeo TIM 2002
| Juventus Turin                                                      | Juventus Turin | Inter Mailand | Inter Mailand |
| ------------------------------------------------------------------- | --- | --- | ------------- |
| Juventus Turin                                                      | \| Mittwoch, 31. Juli 2002 um 21:00 Uhr in Triest (Stadio Nereo Rocco) \| \| Ergebnis: 0:0, 4:2 i.E. \| \| Schiedsrichter: Matteo Trefoloni ( Italien) \| | \| Mittwoch, 31. Juli 2002 um 21:00 Uhr in Triest (Stadio Nereo Rocco) \| \| Ergebnis: 0:0, 4:2 i.E. \| \| Schiedsrichter: Matteo Trefoloni ( Italien) \| | Inter Mailand |
| Juventus Turin                                                      | Elfmeterschießen | | Inter Mailand |
| Juventus Turin                                                      | Alessandro Del Piero Mauro Camoranesi Salvatore Fresi Alessandro Birindelli                                                                               | Mohamed Kallon Iván Córdoba Stéphane Dalmat Sérgio Conceição                                                                                              | Inter Mailand |
| Mittwoch, 31. Juli 2002 um 21:00 Uhr in Triest (Stadio Nereo Rocco) | | |               |
| Ergebnis: 0:0, 4:2 i.E.                                             | | |               |
| Schiedsrichter: Matteo Trefoloni ( Italien)                         | | |               |

| Inter Mailand                                                       | Inter Mailand | AC Mailand | AC Mailand |
| ------------------------------------------------------------------- | --- | --- | ---------- |
| Inter Mailand                                                       | \| Mittwoch, 31. Juli 2002 um 22:00 Uhr in Triest (Stadio Nereo Rocco) \| \| Ergebnis: 2:0 \| \| Schiedsrichter: Paolo Bertini ( Italien) \| | \| Mittwoch, 31. Juli 2002 um 22:00 Uhr in Triest (Stadio Nereo Rocco) \| \| Ergebnis: 2:0 \| \| Schiedsrichter: Paolo Bertini ( Italien) \| | AC Mailand |
| Inter Mailand                                                       | 1:0 Christian Vieri (18., Elfmeter) 2:0 Christian Vieri (32.)                                                                                | | AC Mailand |
| Mittwoch, 31. Juli 2002 um 22:00 Uhr in Triest (Stadio Nereo Rocco) | | |            |
| Ergebnis: 2:0                                                       | | |            |
| Schiedsrichter: Paolo Bertini ( Italien)                            | | |            |

| AC Mailand                                                          | AC Mailand | Juventus Turin | Juventus Turin |
| ------------------------------------------------------------------- | --- | --- | -------------- |
| AC Mailand                                                          | \| Mittwoch, 31. Juli 2002 um 23:00 Uhr in Triest (Stadio Nereo Rocco) \| \| Ergebnis: 1:0 \| \| Schiedsrichter: Massimiliano Saccani ( Italien) \| | \| Mittwoch, 31. Juli 2002 um 23:00 Uhr in Triest (Stadio Nereo Rocco) \| \| Ergebnis: 1:0 \| \| Schiedsrichter: Massimiliano Saccani ( Italien) \| | Juventus Turin |
| AC Mailand                                                          | 1:0 Andrij Schewtschenko (17.) | | Juventus Turin |
| Mittwoch, 31. Juli 2002 um 23:00 Uhr in Triest (Stadio Nereo Rocco) | | |                |
| Ergebnis: 1:0                                                       | | |                |
| Schiedsrichter: Massimiliano Saccani ( Italien)                     | | |                |

Tabellenlegende
- Sp. = Spiele
- S. = Sieg
- EM-S. = Sieg im Elfmeterschießen
- N. = Niederlage
- EM-N. = Niederlage im Elfmeterschießen
- TD. = Tordifferenz
- Pkt. = Punkte

#### Abschlusstabelle 2002
| Platz | Mannschaft     | Sp. | S. | EM-S. | N. | EM-N. | TD. | Pkt. |
| ----- | -------------- | --- | -- | ----- | -- | ----- | --- | ---- |
| 1.    | Inter Mailand  | 2   | 1  | 0     | 0  | 1     | 2:0 | 4    |
| 2.    | AC Mailand     | 2   | 1  | 0     | 1  | 0     | 1:2 | 3    |
| 3.    | Juventus Turin | 2   | 0  | 1     | 1  | 0     | 0:1 | 2    |

### Trofeo TIM 2003
| Juventus Turin                                                       | Juventus Turin | AC Mailand | AC Mailand |
| -------------------------------------------------------------------- | --- | --- | ---------- |
| Juventus Turin                                                       | \| Dienstag, 12. August 2003 um 21:00 Uhr in Ancona (Stadio del Conero) \| \| Ergebnis: 1:0 \| \| Schiedsrichter: Danilo Nucini ( Italien) \| | \| Dienstag, 12. August 2003 um 21:00 Uhr in Ancona (Stadio del Conero) \| \| Ergebnis: 1:0 \| \| Schiedsrichter: Danilo Nucini ( Italien) \| | AC Mailand |
| Juventus Turin                                                       | 1:0 Stephen Appiah (30.) | | AC Mailand |
| Dienstag, 12. August 2003 um 21:00 Uhr in Ancona (Stadio del Conero) | | |            |
| Ergebnis: 1:0                                                        | | |            |
| Schiedsrichter: Danilo Nucini ( Italien)                             | | |            |

| Inter Mailand                                                        | Inter Mailand | AC Mailand | AC Mailand |
| -------------------------------------------------------------------- | --- | --- | ---------- |
| Inter Mailand                                                        | \| Dienstag, 12. August 2003 um 22:00 Uhr in Ancona (Stadio del Conero) \| \| Ergebnis: 1:0 \| \| Schiedsrichter: Paolo Dondarini ( Italien) \| | \| Dienstag, 12. August 2003 um 22:00 Uhr in Ancona (Stadio del Conero) \| \| Ergebnis: 1:0 \| \| Schiedsrichter: Paolo Dondarini ( Italien) \| | AC Mailand |
| Inter Mailand                                                        | 1:0 Mohamed Kallon (5.) | | AC Mailand |
| Dienstag, 12. August 2003 um 22:00 Uhr in Ancona (Stadio del Conero) | | |            |
| Ergebnis: 1:0                                                        | | |            |
| Schiedsrichter: Paolo Dondarini ( Italien)                           | | |            |

| Inter Mailand                                                        | Inter Mailand | Juventus Turin | Juventus Turin |
| -------------------------------------------------------------------- | --- | --- | -------------- |
| Inter Mailand                                                        | \| Dienstag, 12. August 2003 um 23:00 Uhr in Ancona (Stadio del Conero) \| \| Ergebnis: 1:0 \| \| Schiedsrichter: Emidio Morganti ( Italien) \| | \| Dienstag, 12. August 2003 um 23:00 Uhr in Ancona (Stadio del Conero) \| \| Ergebnis: 1:0 \| \| Schiedsrichter: Emidio Morganti ( Italien) \| | Juventus Turin |
| Inter Mailand                                                        | 1:0 Hernán Crespo (3.) | | Juventus Turin |
| Dienstag, 12. August 2003 um 23:00 Uhr in Ancona (Stadio del Conero) | | |                |
| Ergebnis: 1:0                                                        | | |                |
| Schiedsrichter: Emidio Morganti ( Italien)                           | | |                |

Tabellenlegende
- Sp. = Spiele
- S. = Sieg
- EM-S. = Sieg im Elfmeterschießen
- N. = Niederlage
- EM-N. = Niederlage im Elfmeterschießen
- TD. = Tordifferenz
- Pkt. = Punkte

#### Abschlusstabelle 2003
| Platz | Mannschaft     | Sp. | S. | EM-S. | N. | EM-N. | TD. | Pkt. |
| ----- | -------------- | --- | -- | ----- | -- | ----- | --- | ---- |
| 1     | Inter Mailand  | 2   | 2  | 0     | 0  | 0     | 2:0 | 6    |
| 2     | Juventus Turin | 2   | 1  | 0     | 1  | 0     | 1:1 | 3    |
| 3     | AC Mailand     | 2   | 0  | 0     | 2  | 0     | 0:2 | 0    |

### Trofeo TIM 2004
| Inter Mailand                                                            | Inter Mailand | Juventus Turin | Juventus Turin |
| ------------------------------------------------------------------------ | --- | --- | -------------- |
| Inter Mailand                                                            | \| Dienstag, 27. Juli 2004 um 21:00 Uhr in Mailand (Stadio Giuseppe Meazza) \| \| Ergebnis: 1:0 \| \| Schiedsrichter: Paolo Bertini ( Italien) \| | \| Dienstag, 27. Juli 2004 um 21:00 Uhr in Mailand (Stadio Giuseppe Meazza) \| \| Ergebnis: 1:0 \| \| Schiedsrichter: Paolo Bertini ( Italien) \| | Juventus Turin |
| Inter Mailand                                                            | 1:0 Obafemi Martins (37.) | | Juventus Turin |
| Dienstag, 27. Juli 2004 um 21:00 Uhr in Mailand (Stadio Giuseppe Meazza) | | |                |
| Ergebnis: 1:0                                                            | | |                |
| Schiedsrichter: Paolo Bertini ( Italien)                                 | | |                |

| AC Mailand                                                               | AC Mailand | Juventus Turin | Juventus Turin |
| ------------------------------------------------------------------------ | --- | --- | -------------- |
| AC Mailand                                                               | \| Dienstag, 27. Juli 2004 um 22:00 Uhr in Mailand (Stadio Giuseppe Meazza) \| \| Ergebnis: 2:0 \| \| Schiedsrichter: Paolo Dondarini ( Italien) \| | \| Dienstag, 27. Juli 2004 um 22:00 Uhr in Mailand (Stadio Giuseppe Meazza) \| \| Ergebnis: 2:0 \| \| Schiedsrichter: Paolo Dondarini ( Italien) \| | Juventus Turin |
| AC Mailand                                                               | 1:0 Nicola Pozzi (4.) 2:0 Massimo Ambrosini (9.) | | Juventus Turin |
| Dienstag, 27. Juli 2004 um 22:00 Uhr in Mailand (Stadio Giuseppe Meazza) | | |                |
| Ergebnis: 2:0                                                            | | |                |
| Schiedsrichter: Paolo Dondarini ( Italien)                               | | |                |

| Inter Mailand                                                            | Inter Mailand | AC Mailand | AC Mailand |
| ------------------------------------------------------------------------ | --- | --- | ---------- |
| Inter Mailand                                                            | \| Dienstag, 27. Juli 2004 um 23:00 Uhr in Mailand (Stadio Giuseppe Meazza) \| \| Ergebnis: 0:0, 5:4 i.E. \| \| Schiedsrichter: Nicola Rizzoli ( Italien) \| | \| Dienstag, 27. Juli 2004 um 23:00 Uhr in Mailand (Stadio Giuseppe Meazza) \| \| Ergebnis: 0:0, 5:4 i.E. \| \| Schiedsrichter: Nicola Rizzoli ( Italien) \| | AC Mailand |
| Inter Mailand                                                            | Elfmeterschießen | | AC Mailand |
| Inter Mailand                                                            | 1:1 Domenico Germinale 2:2 Daniel Semenzato 3:2 Simone Fautario 4:3 Matteo Momentè 5:4 Karim Laribi                                                          | 0:1 Hernán Crespo 1:2 Andrea Pirlo Vikash Dhorasoo 3:3 Cristian Brocchi 4:4 Alessandro Costacurta                                                            | AC Mailand |
| Dienstag, 27. Juli 2004 um 23:00 Uhr in Mailand (Stadio Giuseppe Meazza) | | |            |
| Ergebnis: 0:0, 5:4 i.E.                                                  | | |            |
| Schiedsrichter: Nicola Rizzoli ( Italien)                                | | |            |

Tabellenlegende
- Sp. = Spiele
- S. = Sieg
- EM-S. = Sieg im Elfmeterschießen
- N. = Niederlage
- EM-N. = Niederlage im Elfmeterschießen
- TD. = Tordifferenz
- Pkt. = Punkte

#### Abschlusstabelle 2004
| Platz | Mannschaft     | Sp. | S. | EM-S. | N. | EM-N. | TD. | Pkt. |
| ----- | -------------- | --- | -- | ----- | -- | ----- | --- | ---- |
| 1     | Inter Mailand  | 2   | 1  | 1     | 0  | 0     | 1:0 | 5    |
| 2     | AC Mailand     | 2   | 1  | 0     | 0  | 1     | 2:0 | 4    |
| 3     | Juventus Turin | 2   | 0  | 0     | 2  | 0     | 0:3 | 0    |

### Trofeo TIM 2005
| Inter Mailand                                                       | Inter Mailand | AC Mailand | AC Mailand |
| ------------------------------------------------------------------- | --- | --- | ---------- |
| Inter Mailand                                                       | \| Mittwoch, 20. Juli 2005 um 21:00 Uhr in Triest (Stadio Nereo Rocco) \| \| Ergebnis: 0:0, 5:4 i.E. \| \| Schiedsrichter: Nicola Rizzoli ( Italien) \| | \| Mittwoch, 20. Juli 2005 um 21:00 Uhr in Triest (Stadio Nereo Rocco) \| \| Ergebnis: 0:0, 5:4 i.E. \| \| Schiedsrichter: Nicola Rizzoli ( Italien) \| | AC Mailand |
| Inter Mailand                                                       | Elfmeterschießen | | AC Mailand |
| Inter Mailand                                                       | Cristian Arrieta Júlio César Marco Materazzi Obafemi Martins Santiago Solari Pierre Womé                                                                | Clarence Seedorf Rui Costa Serginho Alessandro Costacurta Matteo Ardemagni Massimo Ambrosini                                                            | AC Mailand |
| Mittwoch, 20. Juli 2005 um 21:00 Uhr in Triest (Stadio Nereo Rocco) | | |            |
| Ergebnis: 0:0, 5:4 i.E.                                             | | |            |
| Schiedsrichter: Nicola Rizzoli ( Italien)                           | | |            |

| Juventus Turin                                                      | Juventus Turin | AC Mailand | AC Mailand |
| ------------------------------------------------------------------- | --- | --- | ---------- |
| Juventus Turin                                                      | \| Mittwoch, 20. Juli 2005 um 22:00 Uhr in Triest (Stadio Nereo Rocco) \| \| Ergebnis: 1:2 \| \| Schiedsrichter: Emidio Morganti ( Italien) \| | \| Mittwoch, 20. Juli 2005 um 22:00 Uhr in Triest (Stadio Nereo Rocco) \| \| Ergebnis: 1:2 \| \| Schiedsrichter: Emidio Morganti ( Italien) \| | AC Mailand |
| Juventus Turin                                                      | 1:2 David Trezeguet (38.) | 0:1 Christian Vieri (8., Elfmeter) 0:2 Rui Costa (24.)                                                                                         | AC Mailand |
| Mittwoch, 20. Juli 2005 um 22:00 Uhr in Triest (Stadio Nereo Rocco) | | |            |
| Ergebnis: 1:2                                                       | | |            |
| Schiedsrichter: Emidio Morganti ( Italien)                          | | |            |

| Juventus Turin                                                      | Juventus Turin | Inter Mailand | Inter Mailand |
| ------------------------------------------------------------------- | --- | --- | ------------- |
| Juventus Turin                                                      | \| Mittwoch, 20. Juli 2005 um 23:00 Uhr in Triest (Stadio Nereo Rocco) \| \| Ergebnis: 0:1 \| \| Schiedsrichter: Tiziano Pieri ( Italien) \| | \| Mittwoch, 20. Juli 2005 um 23:00 Uhr in Triest (Stadio Nereo Rocco) \| \| Ergebnis: 0:1 \| \| Schiedsrichter: Tiziano Pieri ( Italien) \| | Inter Mailand |
| Juventus Turin                                                      | 0:1 Obafemi Martins (43.) | | Inter Mailand |
| Mittwoch, 20. Juli 2005 um 23:00 Uhr in Triest (Stadio Nereo Rocco) | | |               |
| Ergebnis: 0:1                                                       | | |               |
| Schiedsrichter: Tiziano Pieri ( Italien)                            | | |               |

Tabellenlegende
- Sp. = Spiele
- S. = Sieg
- EM-S. = Sieg im Elfmeterschießen
- N. = Niederlage
- EM-N. = Niederlage im Elfmeterschießen
- TD. = Tordifferenz
- Pkt. = Punkte

#### Abschlusstabelle 2005
| Platz | Mannschaft     | Sp. | S. | EM-S. | N. | EM-N. | TD. | Pkt. |
| ----- | -------------- | --- | -- | ----- | -- | ----- | --- | ---- |
| 1     | Inter Mailand  | 2   | 1  | 1     | 0  | 0     | 1:0 | 5    |
| 2     | AC Mailand     | 2   | 1  | 0     | 0  | 1     | 2:1 | 4    |
| 3     | Juventus Turin | 2   | 0  | 0     | 2  | 0     | 1:3 | 0    |

### Trofeo TIM 2006
| Inter Mailand                                                                | Inter Mailand | AC Mailand | AC Mailand |
| ---------------------------------------------------------------------------- | --- | --- | ---------- |
| Inter Mailand                                                                | \| Donnerstag, 31. August 2006 um 21:00 Uhr in Mailand (Stadio Giuseppe Meazza) \| \| Ergebnis: 1:2 \| \| Schiedsrichter: Gianluca Rocchi ( Italien) \| | \| Donnerstag, 31. August 2006 um 21:00 Uhr in Mailand (Stadio Giuseppe Meazza) \| \| Ergebnis: 1:2 \| \| Schiedsrichter: Gianluca Rocchi ( Italien) \| | AC Mailand |
| Inter Mailand                                                                | 1:0 Julio Cruz (19.) | 1:1 Giuseppe Favalli (32.) 1:2 Marco Borriello (35.) | AC Mailand |
| Donnerstag, 31. August 2006 um 21:00 Uhr in Mailand (Stadio Giuseppe Meazza) | | |            |
| Ergebnis: 1:2                                                                | | |            |
| Schiedsrichter: Gianluca Rocchi ( Italien)                                   | | |            |

| Inter Mailand                                                                | Inter Mailand | Juventus Turin | Juventus Turin |
| ---------------------------------------------------------------------------- | --- | --- | -------------- |
| Inter Mailand                                                                | \| Donnerstag, 31. August 2006 um 22:00 Uhr in Mailand (Stadio Giuseppe Meazza) \| \| Ergebnis: 1:1, 3:4 i.E. \| \| Schiedsrichter: Mauro Bergonzi ( Italien) \| | \| Donnerstag, 31. August 2006 um 22:00 Uhr in Mailand (Stadio Giuseppe Meazza) \| \| Ergebnis: 1:1, 3:4 i.E. \| \| Schiedsrichter: Mauro Bergonzi ( Italien) \| | Juventus Turin |
| Inter Mailand                                                                | 1:1 Luís Figo (27.) | 1:0 Alessandro Del Piero (5.) | Juventus Turin |
| Inter Mailand                                                                | Elfmeterschießen | | Juventus Turin |
| Inter Mailand                                                                | Julio Cruz Adriano Luís Figo Ibrahim Maaroufi Daniele Marino | Pavel Nedvěd Tomás Guzmán Alessandro Birindelli Marcelo Zalayeta Alessandro Del Piero                                                                            | Juventus Turin |
| Donnerstag, 31. August 2006 um 22:00 Uhr in Mailand (Stadio Giuseppe Meazza) | | |                |
| Ergebnis: 1:1, 3:4 i.E.                                                      | | |                |
| Schiedsrichter: Mauro Bergonzi ( Italien)                                    | | |                |

| AC Mailand                                                                   | AC Mailand | Juventus Turin | Juventus Turin |
| ---------------------------------------------------------------------------- | --- | --- | -------------- |
| AC Mailand                                                                   | \| Donnerstag, 31. August 2006 um 23:00 Uhr in Mailand (Stadio Giuseppe Meazza) \| \| Ergebnis: 3:1 \| \| Schiedsrichter: Andrea De Marco ( Italien) \| | \| Donnerstag, 31. August 2006 um 23:00 Uhr in Mailand (Stadio Giuseppe Meazza) \| \| Ergebnis: 3:1 \| \| Schiedsrichter: Andrea De Marco ( Italien) \| | Juventus Turin |
| AC Mailand                                                                   | 1:1 Clarence Seedorf (26.) 2:1 Kaká (38.) 3:1 Clarence Seedorf (45.+2')                                                                                 | 0:1 Marcelo Zalayeta (5.) | Juventus Turin |
| Donnerstag, 31. August 2006 um 23:00 Uhr in Mailand (Stadio Giuseppe Meazza) | | |                |
| Ergebnis: 3:1                                                                | | |                |
| Schiedsrichter: Andrea De Marco ( Italien)                                   | | |                |

Spieler des Tages
- Alessandro Del Piero

Tabellenlegende
- Sp. = Spiele
- S. = Sieg
- EM-S. = Sieg im Elfmeterschießen
- N. = Niederlage
- EM-N. = Niederlage im Elfmeterschießen
- TD. = Tordifferenz
- Pkt. = Punkte

#### Abschlusstabelle 2006
| Platz | Mannschaft     | Sp. | S. | EM-S. | N. | EM-N. | TD. | Pkt. |
| ----- | -------------- | --- | -- | ----- | -- | ----- | --- | ---- |
| 1     | AC Mailand     | 2   | 2  | 0     | 0  | 0     | 5:2 | 6    |
| 2     | Juventus Turin | 2   | 0  | 1     | 1  | 0     | 2:4 | 4    |
| 3     | Inter Mailand  | 2   | 0  | 0     | 1  | 1     | 2:3 | 1    |

### Trofeo TIM 2007
| Inter Mailand                                                              | Inter Mailand | Juventus Turin | Juventus Turin |
| -------------------------------------------------------------------------- | --- | --- | -------------- |
| Inter Mailand                                                              | \| Dienstag, 14. August 2007 um 21:00 Uhr in Mailand (Stadio Giuseppe Meazza) \| \| Ergebnis: 0:0, 5:4 i.E. \| \| Schiedsrichter: Domenico Celi ( Italien) \| | \| Dienstag, 14. August 2007 um 21:00 Uhr in Mailand (Stadio Giuseppe Meazza) \| \| Ergebnis: 0:0, 5:4 i.E. \| \| Schiedsrichter: Domenico Celi ( Italien) \| | Juventus Turin |
| Inter Mailand                                                              | Elfmeterschießen | | Juventus Turin |
| Inter Mailand                                                              | 1:0 Luis Jiménez 2:1 Julio Cruz 3:2 Walter Samuel 4:3 César 5:4 Nicolás Burdisso                                                                              | Domenico Criscito 1:1 Vincenzo Iaquinta 2:2 Jorge Andrade 3:3 Hasan Salihamidžić 4:4 Alessandro Del Piero                                                     | Juventus Turin |
| Dienstag, 14. August 2007 um 21:00 Uhr in Mailand (Stadio Giuseppe Meazza) | | |                |
| Ergebnis: 0:0, 5:4 i.E.                                                    | | |                |
| Schiedsrichter: Domenico Celi ( Italien)                                   | | |                |

| AC Mailand                                                                 | AC Mailand | Juventus Turin | Juventus Turin |
| -------------------------------------------------------------------------- | --- | --- | -------------- |
| AC Mailand                                                                 | \| Dienstag, 14. August 2007 um 22:00 Uhr in Mailand (Stadio Giuseppe Meazza) \| \| Ergebnis: 1:0 \| \| Schiedsrichter: Andrea Gervasoni ( Italien) \| | \| Dienstag, 14. August 2007 um 22:00 Uhr in Mailand (Stadio Giuseppe Meazza) \| \| Ergebnis: 1:0 \| \| Schiedsrichter: Andrea Gervasoni ( Italien) \| | Juventus Turin |
| AC Mailand                                                                 | 1:0 Alberto Gilardino (26.) | | Juventus Turin |
| Dienstag, 14. August 2007 um 22:00 Uhr in Mailand (Stadio Giuseppe Meazza) | | |                |
| Ergebnis: 1:0                                                              | | |                |
| Schiedsrichter: Andrea Gervasoni ( Italien)                                | | |                |

| AC Mailand                                                                 | AC Mailand | Inter Mailand | Inter Mailand |
| -------------------------------------------------------------------------- | --- | --- | ------------- |
| AC Mailand                                                                 | \| Dienstag, 14. August 2007 um 23:00 Uhr in Mailand (Stadio Giuseppe Meazza) \| \| Ergebnis: 0:1 \| \| Schiedsrichter: Antonio Damato ( Italien) \| | \| Dienstag, 14. August 2007 um 23:00 Uhr in Mailand (Stadio Giuseppe Meazza) \| \| Ergebnis: 0:1 \| \| Schiedsrichter: Antonio Damato ( Italien) \| | Inter Mailand |
| AC Mailand                                                                 | 0:1 Álvaro Recoba (28.) | | Inter Mailand |
| Dienstag, 14. August 2007 um 23:00 Uhr in Mailand (Stadio Giuseppe Meazza) | | |               |
| Ergebnis: 0:1                                                              | | |               |
| Schiedsrichter: Antonio Damato ( Italien)                                  | | |               |

Spieler des Tages
- Álvaro Recoba

Tabellenlegende
- Sp. = Spiele
- S. = Sieg
- EM-S. = Sieg im Elfmeterschießen
- N. = Niederlage
- EM-N. = Niederlage im Elfmeterschießen
- TD. = Tordifferenz
- Pkt. = Punkte

#### Abschlusstabelle 2007
| Platz | Mannschaft     | Sp. | S. | EM-S. | N. | EM-N. | TD. | Pkt. |
| ----- | -------------- | --- | -- | ----- | -- | ----- | --- | ---- |
| 1     | Inter Mailand  | 2   | 1  | 1     | 0  | 0     | 1:0 | 5    |
| 2     | AC Mailand     | 2   | 1  | 0     | 1  | 0     | 1:1 | 3    |
| 3     | Juventus Turin | 2   | 0  | 0     | 1  | 1     | 0:1 | 1    |

### Trofeo TIM 2008
| Juventus Turin                                                  | Juventus Turin | AC Mailand | AC Mailand |
| --------------------------------------------------------------- | --- | --- | ---------- |
| Juventus Turin                                                  | \| Dienstag, 29. Juli 2008 um 20:30 Uhr in Turin (Stadio Olimpico) \| \| Ergebnis: 2:2, 2:4 i.E. \| \| Schiedsrichter: Christian Brighi ( Italien) \| | \| Dienstag, 29. Juli 2008 um 20:30 Uhr in Turin (Stadio Olimpico) \| \| Ergebnis: 2:2, 2:4 i.E. \| \| Schiedsrichter: Christian Brighi ( Italien) \| | AC Mailand |
| Juventus Turin                                                  | 1:1 David Trezeguet (9.) 2:1 Marco Marchionni (12.)                                                                                                   | 0:1 Clarence Seedorf (8.) 2:2 Clarence Seedorf (43.)                                                                                                  | AC Mailand |
| Juventus Turin                                                  | Elfmeterschießen | | AC Mailand |
| Juventus Turin                                                  | David Trezeguet Vincenzo Iaquinta Giorgio Chiellini Tiago                                                                                             | Kaká Andrea Pirlo Marek Jankulovski Alberto Paloschi                                                                                                  | AC Mailand |
| Dienstag, 29. Juli 2008 um 20:30 Uhr in Turin (Stadio Olimpico) | | |            |
| Ergebnis: 2:2, 2:4 i.E.                                         | | |            |
| Schiedsrichter: Christian Brighi ( Italien)                     | | |            |

| Juventus Turin                                                  | Juventus Turin | Inter Mailand | Inter Mailand |
| --------------------------------------------------------------- | --- | --- | ------------- |
| Juventus Turin                                                  | \| Dienstag, 29. Juli 2008 um 21:30 Uhr in Turin (Stadio Olimpico) \| \| Ergebnis: 1:0 \| \| Schiedsrichter: Gabriele Gava ( Italien) \| | \| Dienstag, 29. Juli 2008 um 21:30 Uhr in Turin (Stadio Olimpico) \| \| Ergebnis: 1:0 \| \| Schiedsrichter: Gabriele Gava ( Italien) \| | Inter Mailand |
| Juventus Turin                                                  | 1:0 Vincenzo Iaquinta (27.) | | Inter Mailand |
| Dienstag, 29. Juli 2008 um 21:30 Uhr in Turin (Stadio Olimpico) | | |               |
| Ergebnis: 1:0                                                   | | |               |
| Schiedsrichter: Gabriele Gava ( Italien)                        | | |               |

| AC Mailand                                                      | AC Mailand | Inter Mailand | Inter Mailand |
| --------------------------------------------------------------- | --- | --- | ------------- |
| AC Mailand                                                      | \| Dienstag, 29. Juli 2008 um 22:30 Uhr in Turin (Stadio Olimpico) \| \| Ergebnis: 0:0, 4:3 i.E. \| \| Schiedsrichter: Christian Brighi ( Italien) \| | \| Dienstag, 29. Juli 2008 um 22:30 Uhr in Turin (Stadio Olimpico) \| \| Ergebnis: 0:0, 4:3 i.E. \| \| Schiedsrichter: Christian Brighi ( Italien) \| | Inter Mailand |
| AC Mailand                                                      | Elfmeterschießen | | Inter Mailand |
| AC Mailand                                                      | Kaká Massimo Oddo Marek Jankulovski Giuseppe Favalli Cristian Brocchi Digão                                                                           | Adriano Luís Figo David Suazo Luis Jiménez Davide Santon Sulley Muntari                                                                               | Inter Mailand |
| Dienstag, 29. Juli 2008 um 22:30 Uhr in Turin (Stadio Olimpico) | | |               |
| Ergebnis: 0:0, 4:3 i.E.                                         | | |               |
| Schiedsrichter: Christian Brighi ( Italien)                     | | |               |

Spieler des Tages
- Clarence Seedorf

Tabellenlegende
- Sp. = Spiele
- S. = Sieg
- EM-S. = Sieg im Elfmeterschießen
- N. = Niederlage
- EM-N. = Niederlage im Elfmeterschießen
- TD. = Tordifferenz
- Pkt. = Punkte

#### Abschlusstabelle 2008
| Platz | Mannschaft     | Sp. | S. | EM-S. | N. | EM-N. | TD. | Pkt. |
| ----- | -------------- | --- | -- | ----- | -- | ----- | --- | ---- |
| 1     | AC Mailand     | 2   | 0  | 2     | 0  | 0     | 2:2 | 4    |
| 2     | Juventus Turin | 2   | 1  | 0     | 0  | 1     | 3:2 | 4    |
| 3     | Inter Mailand  | 2   | 0  | 0     | 1  | 1     | 0:1 | 1    |

### Trofeo TIM 2009
| Inter Mailand                                                       | Inter Mailand | Juventus Turin | Juventus Turin |
| ------------------------------------------------------------------- | --- | --- | -------------- |
| Inter Mailand                                                       | \| Freitag, 14. August 2009 um 20:30 Uhr in Pescara (Stadio Adriatico) \| \| Ergebnis: 0:0, 5:6 i.E. \| \| Schiedsrichter: Antonio Damato ( Italien) \| | \| Freitag, 14. August 2009 um 20:30 Uhr in Pescara (Stadio Adriatico) \| \| Ergebnis: 0:0, 5:6 i.E. \| \| Schiedsrichter: Antonio Damato ( Italien) \| | Juventus Turin |
| Inter Mailand                                                       | Elfmeterschießen | | Juventus Turin |
| Inter Mailand                                                       | Diego Milito Mario Balotelli Cristian Chivu Thiago Motta Walter Samuel Patrick Vieira Davide Santon                                                     | Hasan Salihamidžić Zdeněk Grygera Felipe Melo Christian Poulsen Amauri Vincenzo Iaquinta Nicola Legrottaglie                                            | Juventus Turin |
| Freitag, 14. August 2009 um 20:30 Uhr in Pescara (Stadio Adriatico) | | |                |
| Ergebnis: 0:0, 5:6 i.E.                                             | | |                |
| Schiedsrichter: Antonio Damato ( Italien)                           | | |                |

| AC Mailand                                                          | AC Mailand | Inter Mailand | Inter Mailand |
| ------------------------------------------------------------------- | --- | --- | ------------- |
| AC Mailand                                                          | \| Freitag, 14. August 2009 um 21:30 Uhr in Pescara (Stadio Adriatico) \| \| Ergebnis: 0:1 \| \| Schiedsrichter: Paolo Valeri ( Italien) \| | \| Freitag, 14. August 2009 um 21:30 Uhr in Pescara (Stadio Adriatico) \| \| Ergebnis: 0:1 \| \| Schiedsrichter: Paolo Valeri ( Italien) \| | Inter Mailand |
| AC Mailand                                                          | 0:1 Mario Balotelli (24.) | | Inter Mailand |
| Freitag, 14. August 2009 um 21:30 Uhr in Pescara (Stadio Adriatico) | | |               |
| Ergebnis: 0:1                                                       | | |               |
| Schiedsrichter: Paolo Valeri ( Italien)                             | | |               |

| AC Mailand                                                          | AC Mailand | Juventus Turin | Juventus Turin |
| ------------------------------------------------------------------- | --- | --- | -------------- |
| AC Mailand                                                          | \| Freitag, 14. August 2009 um 22:30 Uhr in Pescara (Stadio Adriatico) \| \| Ergebnis: 0:2 \| \| Schiedsrichter: Carmine Russo ( Italien) \| | \| Freitag, 14. August 2009 um 22:30 Uhr in Pescara (Stadio Adriatico) \| \| Ergebnis: 0:2 \| \| Schiedsrichter: Carmine Russo ( Italien) \| | Juventus Turin |
| AC Mailand                                                          | 0:1 Amauri (14.) 0:2 Vincenzo Iaquinta (33.)                                                                                                 | | Juventus Turin |
| Freitag, 14. August 2009 um 22:30 Uhr in Pescara (Stadio Adriatico) | | |                |
| Ergebnis: 0:2                                                       | | |                |
| Schiedsrichter: Carmine Russo ( Italien)                            | | |                |

Spieler des Tages
- Amauri

Tabellenlegende
- Sp. = Spiele
- S. = Sieg
- EM-S. = Sieg im Elfmeterschießen
- N. = Niederlage
- EM-N. = Niederlage im Elfmeterschießen
- TD. = Tordifferenz
- Pkt. = Punkte

#### Abschlusstabelle 2009
| Platz | Mannschaft     | Sp. | S. | EM-S. | N. | EM-N. | TD. | Pkt. |
| ----- | -------------- | --- | -- | ----- | -- | ----- | --- | ---- |
| 1     | Juventus Turin | 2   | 1  | 1     | 0  | 0     | 3:1 | 5    |
| 2     | Inter Mailand  | 2   | 1  | 0     | 0  | 1     | 2:1 | 4    |
| 3     | AC Mailand     | 2   | 0  | 0     | 2  | 0     | 0:3 | 0    |

### Trofeo TIM 2010
| Inter Mailand                                                     | Inter Mailand | Juventus Turin | Juventus Turin |
| ----------------------------------------------------------------- | --- | --- | -------------- |
| Inter Mailand                                                     | \| Freitag, 13. August 2010 um 20:45 Uhr in Bari (Stadio San Nicola) \| \| Ergebnis: 1:0 \| \| Schiedsrichter: Domenico Celi ( Italien) \| | \| Freitag, 13. August 2010 um 20:45 Uhr in Bari (Stadio San Nicola) \| \| Ergebnis: 1:0 \| \| Schiedsrichter: Domenico Celi ( Italien) \| | Juventus Turin |
| Inter Mailand                                                     | 1:0 Wesley Sneijder (25.) | | Juventus Turin |
| Freitag, 13. August 2010 um 20:45 Uhr in Bari (Stadio San Nicola) | | |                |
| Ergebnis: 1:0                                                     | | |                |
| Schiedsrichter: Domenico Celi ( Italien)                          | | |                |

| AC Mailand                                                        | AC Mailand | Juventus Turin | Juventus Turin |
| ----------------------------------------------------------------- | --- | --- | -------------- |
| AC Mailand                                                        | \| Freitag, 13. August 2010 um 21:45 Uhr in Bari (Stadio San Nicola) \| \| Ergebnis: 1:1, 4:2 i.E. \| \| Schiedsrichter: Antonio Giannoccaro ( Italien) \| | \| Freitag, 13. August 2010 um 21:45 Uhr in Bari (Stadio San Nicola) \| \| Ergebnis: 1:1, 4:2 i.E. \| \| Schiedsrichter: Antonio Giannoccaro ( Italien) \| | Juventus Turin |
| AC Mailand                                                        | 1:0 Ronaldinho (21.) | 1:1 Diego (33.) | Juventus Turin |
| AC Mailand                                                        | Elfmeterschießen | | Juventus Turin |
| AC Mailand                                                        | Ronaldinho Marco Borriello Andrea Pirlo Alessandro Nesta                                                                                                   | David Trezeguet Diego Simone Pepe Amauri | Juventus Turin |
| Freitag, 13. August 2010 um 21:45 Uhr in Bari (Stadio San Nicola) | | |                |
| Ergebnis: 1:1, 4:2 i.E.                                           | | |                |
| Schiedsrichter: Antonio Giannoccaro ( Italien)                    | | |                |

| AC Mailand                                                        | AC Mailand | Inter Mailand | Inter Mailand |
| ----------------------------------------------------------------- | --- | --- | ------------- |
| AC Mailand                                                        | \| Freitag, 13. August 2010 um 22:45 Uhr in Bari (Stadio San Nicola) \| \| Ergebnis: 0:0, 2:3 i.E. \| \| Schiedsrichter: Domenico Celi ( Italien) \| | \| Freitag, 13. August 2010 um 22:45 Uhr in Bari (Stadio San Nicola) \| \| Ergebnis: 0:0, 2:3 i.E. \| \| Schiedsrichter: Domenico Celi ( Italien) \| | Inter Mailand |
| AC Mailand                                                        | Elfmeterschießen | | Inter Mailand |
| AC Mailand                                                        | Mathieu Flamini Filippo Inzaghi 1:2 Massimo Oddo 2:3 Klaas-Jan Huntelaar Ronaldinho                                                                  | 0:1 Diego Milito Mancini 0:2 Philippe Coutinho 1:3 Joel Obi Dejan Stanković                                                                          | Inter Mailand |
| Freitag, 13. August 2010 um 22:45 Uhr in Bari (Stadio San Nicola) | | |               |
| Ergebnis: 0:0, 2:3 i.E.                                           | | |               |
| Schiedsrichter: Domenico Celi ( Italien)                          | | |               |

Spieler des Tages
- Wesley Sneijder

Tabellenlegende
- Sp. = Spiele
- S. = Sieg
- EM-S. = Sieg im Elfmeterschießen
- N. = Niederlage
- EM-N. = Niederlage im Elfmeterschießen
- TD. = Tordifferenz
- Pkt. = Punkte

#### Abschlusstabelle 2010
| Platz | Mannschaft     | Sp. | S. | EM-S. | N. | EM-N. | TD. | Pkt. |
| ----- | -------------- | --- | -- | ----- | -- | ----- | --- | ---- |
| 1     | Inter Mailand  | 2   | 1  | 1     | 0  | 0     | 1:0 | 5    |
| 2     | AC Mailand     | 2   | 0  | 1     | 0  | 1     | 1:1 | 3    |
| 3     | Juventus Turin | 2   | 0  | 0     | 1  | 1     | 1:2 | 1    |

### Trofeo TIM 2011
| Inter Mailand                                                        | Inter Mailand | Juventus Turin | Juventus Turin |
| -------------------------------------------------------------------- | --- | --- | -------------- |
| Inter Mailand                                                        | \| Donnerstag, 18. August 2011 um 20:45 Uhr in Bari (Stadio San Nicola) \| \| Ergebnis: 1:1, 6:5 i.E. \| \| Schiedsrichter: Antonio Damato ( Italien) \| | \| Donnerstag, 18. August 2011 um 20:45 Uhr in Bari (Stadio San Nicola) \| \| Ergebnis: 1:1, 6:5 i.E. \| \| Schiedsrichter: Antonio Damato ( Italien) \| | Juventus Turin |
| Inter Mailand                                                        | 1:1 Andrea Ranocchia (16.) | 0:1 Mirko Vučinić (8.) | Juventus Turin |
| Inter Mailand                                                        | Elfmeterschießen | | Juventus Turin |
| Inter Mailand                                                        | Giampaolo Pazzini Thiago Motta Goran Pandev Wesley Sneijder Dejan Stanković Andrea Ranocchia Walter Samuel                                               | Alessandro Del Piero Cristian Pasquato Leonardo Bonucci Mirko Vučinić Andrea Pirlo Stephan Lichtsteiner Andrea Barzagli                                  | Juventus Turin |
| Donnerstag, 18. August 2011 um 20:45 Uhr in Bari (Stadio San Nicola) | | |                |
| Ergebnis: 1:1, 6:5 i.E.                                              | | |                |
| Schiedsrichter: Antonio Damato ( Italien)                            | | |                |

| Juventus Turin                                                       | Juventus Turin | AC Mailand | AC Mailand |
| -------------------------------------------------------------------- | --- | --- | ---------- |
| Juventus Turin                                                       | \| Donnerstag, 18. August 2011 um 21:45 Uhr in Bari (Stadio San Nicola) \| \| Ergebnis: 2:1 \| \| Schiedsrichter: Antonio Giannoccaro ( Italien) \| | \| Donnerstag, 18. August 2011 um 21:45 Uhr in Bari (Stadio San Nicola) \| \| Ergebnis: 2:1 \| \| Schiedsrichter: Antonio Giannoccaro ( Italien) \| | AC Mailand |
| Juventus Turin                                                       | 1:1 Arturo Vidal (21.) 2:1 Alessandro Matri (45.+2')                                                                                                | 0:1 Antonio Cassano (13.) | AC Mailand |
| Donnerstag, 18. August 2011 um 21:45 Uhr in Bari (Stadio San Nicola) | | |            |
| Ergebnis: 2:1                                                        | | |            |
| Schiedsrichter: Antonio Giannoccaro ( Italien)                       | | |            |

| Inter Mailand                                                        | Inter Mailand | AC Mailand | AC Mailand |
| -------------------------------------------------------------------- | --- | --- | ---------- |
| Inter Mailand                                                        | \| Donnerstag, 18. August 2011 um 22:45 Uhr in Bari (Stadio San Nicola) \| \| Ergebnis: 1:0 \| \| Schiedsrichter: Antonio Damato ( Italien) \| | \| Donnerstag, 18. August 2011 um 22:45 Uhr in Bari (Stadio San Nicola) \| \| Ergebnis: 1:0 \| \| Schiedsrichter: Antonio Damato ( Italien) \| | AC Mailand |
| Inter Mailand                                                        | 1:0 Diego Milito (28.) | | AC Mailand |
| Donnerstag, 18. August 2011 um 22:45 Uhr in Bari (Stadio San Nicola) | | |            |
| Ergebnis: 1:0                                                        | | |            |
| Schiedsrichter: Antonio Damato ( Italien)                            | | |            |

Spieler des Tages
- Mirko Vučinić

Tabellenlegende
- Sp. = Spiele
- S. = Sieg
- EM-S. = Sieg im Elfmeterschießen
- N. = Niederlage
- EM-N. = Niederlage im Elfmeterschießen
- TD. = Tordifferenz
- Pkt. = Punkte

#### Abschlusstabelle 2011
| Platz | Mannschaft     | Sp. | S. | EM-S. | N. | EM-N. | TD. | Pkt. |
| ----- | -------------- | --- | -- | ----- | -- | ----- | --- | ---- |
| 1     | Inter Mailand  | 2   | 1  | 1     | 0  | 0     | 2:1 | 5    |
| 2     | Juventus Turin | 2   | 1  | 0     | 0  | 1     | 3:2 | 4    |
| 3     | AC Mailand     | 2   | 0  | 0     | 2  | 0     | 1:3 | 0    |

### Trofeo TIM 2012
| Inter Mailand                                                   | Inter Mailand | Juventus Turin | Juventus Turin |
| --------------------------------------------------------------- | --- | --- | -------------- |
| Inter Mailand                                                   | \| Samstag, 21. Juli 2012 um 20:45 Uhr in Bari (Stadio San Nicola) \| \| Ergebnis: 1:0 \| \| Schiedsrichter: Carmine Russo ( Italien) \| | \| Samstag, 21. Juli 2012 um 20:45 Uhr in Bari (Stadio San Nicola) \| \| Ergebnis: 1:0 \| \| Schiedsrichter: Carmine Russo ( Italien) \| | Juventus Turin |
| Inter Mailand                                                   | 1:0 Philippe Coutinho (11.) | | Juventus Turin |
| Samstag, 21. Juli 2012 um 20:45 Uhr in Bari (Stadio San Nicola) | | |                |
| Ergebnis: 1:0                                                   | | |                |
| Schiedsrichter: Carmine Russo ( Italien)                        | | |                |

| Juventus Turin                                                  | Juventus Turin | AC Mailand | AC Mailand |
| --------------------------------------------------------------- | --- | --- | ---------- |
| Juventus Turin                                                  | \| Samstag, 21. Juli 2012 um 21:45 Uhr in Bari (Stadio San Nicola) \| \| Ergebnis: 1:0 \| \| Schiedsrichter: Marco Guida ( Italien) \| | \| Samstag, 21. Juli 2012 um 21:45 Uhr in Bari (Stadio San Nicola) \| \| Ergebnis: 1:0 \| \| Schiedsrichter: Marco Guida ( Italien) \| | AC Mailand |
| Juventus Turin                                                  | 1:0 Mirko Vučinić (31., Elfmeter) | | AC Mailand |
| Samstag, 21. Juli 2012 um 21:45 Uhr in Bari (Stadio San Nicola) | | |            |
| Ergebnis: 1:0                                                   | | |            |
| Schiedsrichter: Marco Guida ( Italien)                          | | |            |

| Inter Mailand                                                   | Inter Mailand | AC Mailand | AC Mailand |
| --------------------------------------------------------------- | --- | --- | ---------- |
| Inter Mailand                                                   | \| Samstag, 21. Juli 2012 um 22:45 Uhr in Bari (Stadio San Nicola) \| \| Ergebnis: 2:1 \| \| Schiedsrichter: Carmine Russo ( Italien) \| | \| Samstag, 21. Juli 2012 um 22:45 Uhr in Bari (Stadio San Nicola) \| \| Ergebnis: 2:1 \| \| Schiedsrichter: Carmine Russo ( Italien) \| | AC Mailand |
| Inter Mailand                                                   | 1:1 Fredy Guarín (25.) 2:1 Rodrigo Palacio (34.)                                                                                         | 0:1 Stephan El Shaarawy (16.) | AC Mailand |
| Samstag, 21. Juli 2012 um 22:45 Uhr in Bari (Stadio San Nicola) | | |            |
| Ergebnis: 2:1                                                   | | |            |
| Schiedsrichter: Carmine Russo ( Italien)                        | | |            |

#### Abschlusstabelle 2012
Spieler des Tages
- Philippe Coutinho

Tabellenlegende
- Sp. = Spiele
- S. = Sieg
- EM-S. = Sieg im Elfmeterschießen
- N. = Niederlage
- EM-N. = Niederlage im Elfmeterschießen
- TD. = Tordifferenz
- Pkt. = Punkte

| Platz | Mannschaft     | Sp. | S. | EM-S. | N. | EM-N. | TD. | Pkt. |
| ----- | -------------- | --- | -- | ----- | -- | ----- | --- | ---- |
| 1     | Inter Mailand  | 2   | 2  | 0     | 0  | 0     | 3:1 | 6    |
| 2     | Juventus Turin | 2   | 1  | 0     | 1  | 0     | 1:1 | 3    |
| 3     | AC Mailand     | 2   | 0  | 0     | 2  | 0     | 1:3 | 0    |

### Trofeo TIM 2013
| Juventus Turin                                                                                   | Juventus Turin | AC Mailand | AC Mailand |
| ------------------------------------------------------------------------------------------------ | --- | --- | ---------- |
| Juventus Turin                                                                                   | \| Dienstag, 23. Juli 2013 um 20:45 Uhr in Reggio nell’Emilia (MAPEI Stadium – Città del Tricolore) \| \| Ergebnis: 0:0, 6:7 i. E. \| \| Schiedsrichter: Andrea Gervasoni ( Italien) \| \| Spielbericht \| | \| Dienstag, 23. Juli 2013 um 20:45 Uhr in Reggio nell’Emilia (MAPEI Stadium – Città del Tricolore) \| \| Ergebnis: 0:0, 6:7 i. E. \| \| Schiedsrichter: Andrea Gervasoni ( Italien) \| \| Spielbericht \| | AC Mailand |
| Juventus Turin                                                                                   | Elfmeterschießen | | AC Mailand |
| Juventus Turin                                                                                   | Vidal Stephan Lichtsteiner Carlos Tévez Kwadwo Asamoah Mirko Vučinić Federico Peluso Paolo De Ceglie Simone Padoin                                                                                         | Robinho Nigel de Jong Philippe Mexès M’Baye Niang Antonio Nocerino Daniele Bonera Bakaye Traoré Cristian Zaccardo                                                                                          | AC Mailand |
| Dienstag, 23. Juli 2013 um 20:45 Uhr in Reggio nell’Emilia (MAPEI Stadium – Città del Tricolore) | | |            |
| Ergebnis: 0:0, 6:7 i. E.                                                                         | | |            |
| Schiedsrichter: Andrea Gervasoni ( Italien)                                                      | | |            |
| Spielbericht                                                                                     | | |            |

| Juventus Turin                                                                                   | Juventus Turin | US Sassuolo Calcio | US Sassuolo Calcio |
| ------------------------------------------------------------------------------------------------ | --- | --- | ------------------ |
| Juventus Turin                                                                                   | \| Dienstag, 23. Juli 2013 um 21:45 Uhr in Reggio nell’Emilia (MAPEI Stadium – Città del Tricolore) \| \| Ergebnis: 0:0, 4:3 i. E. \| \| Schiedsrichter: Sebastiano Peruzzo ( Italien) \| \| Spielbericht \| | \| Dienstag, 23. Juli 2013 um 21:45 Uhr in Reggio nell’Emilia (MAPEI Stadium – Città del Tricolore) \| \| Ergebnis: 0:0, 4:3 i. E. \| \| Schiedsrichter: Sebastiano Peruzzo ( Italien) \| \| Spielbericht \| | US Sassuolo Calcio |
| Juventus Turin                                                                                   | Elfmeterschießen | | US Sassuolo Calcio |
| Juventus Turin                                                                                   | Fabio Quagliarella Marcel Büchel Pol García Alessandro Matri Arturo Vidal Marco Motta | Simone Zaza Jasmin Kurtić Marius Alexe Simone Missiroli Emanuele Terranova Domenico Berardi | US Sassuolo Calcio |
| Dienstag, 23. Juli 2013 um 21:45 Uhr in Reggio nell’Emilia (MAPEI Stadium – Città del Tricolore) | | |                    |
| Ergebnis: 0:0, 4:3 i. E.                                                                         | | |                    |
| Schiedsrichter: Sebastiano Peruzzo ( Italien)                                                    | | |                    |
| Spielbericht                                                                                     | | |                    |

| AC Mailand                                                                                       | AC Mailand | US Sassuolo Calcio | US Sassuolo Calcio |
| ------------------------------------------------------------------------------------------------ | --- | --- | ------------------ |
| AC Mailand                                                                                       | \| Dienstag, 23. Juli 2013 um 22:45 Uhr in Reggio nell’Emilia (MAPEI Stadium – Città del Tricolore) \| \| Ergebnis: 1:2 \| \| Schiedsrichter: Andrea Gervasoni ( Italien) \| \| Spielbericht \| | \| Dienstag, 23. Juli 2013 um 22:45 Uhr in Reggio nell’Emilia (MAPEI Stadium – Città del Tricolore) \| \| Ergebnis: 1:2 \| \| Schiedsrichter: Andrea Gervasoni ( Italien) \| \| Spielbericht \| | US Sassuolo Calcio |
| AC Mailand                                                                                       | 1:0 Andrea Petagna (4.) | 1:1 Gaetano Masucci (12.) 1:2 Gaetano Masucci (45.) | US Sassuolo Calcio |
| Dienstag, 23. Juli 2013 um 22:45 Uhr in Reggio nell’Emilia (MAPEI Stadium – Città del Tricolore) | | |                    |
| Ergebnis: 1:2                                                                                    | | |                    |
| Schiedsrichter: Andrea Gervasoni ( Italien)                                                      | | |                    |
| Spielbericht                                                                                     | | |                    |

#### Abschlusstabelle 2013
Spieler des Tages
- Nigel de Jong

Tabellenlegende
- Sp. = Spiele
- S. = Sieg
- EM-S. = Sieg im Elfmeterschießen
- N. = Niederlage
- EM-N. = Niederlage im Elfmeterschießen
- TD. = Tordifferenz
- Pkt. = Punkte

| Platz | Mannschaft         | Sp. | S. | EM-S. | N. | EM-N. | TD. | Pkt. |
| ----- | ------------------ | --- | -- | ----- | -- | ----- | --- | ---- |
| 1     | US Sassuolo Calcio | 2   | 1  | 0     | 0  | 1     | 2:1 | 4    |
| 2     | Juventus Turin     | 2   | 0  | 1     | 0  | 1     | 0:0 | 3    |
| 3     | AC Mailand         | 2   | 0  | 1     | 1  | 0     | 1:2 | 2    |

### Trofeo TIM 2014
| Juventus Turin                                                                                    | Juventus Turin | AC Mailand | AC Mailand |
| ------------------------------------------------------------------------------------------------- | --- | --- | ---------- |
| Juventus Turin                                                                                    | \| Samstag, 23. August 2014 um 20:45 Uhr in Reggio nell’Emilia (MAPEI Stadium – Città del Tricolore) \| \| Ergebnis: 0:1 (0:1) \| \| Schiedsrichter: Piero Giacomelli ( Italien) \| \| Spielbericht \| | \| Samstag, 23. August 2014 um 20:45 Uhr in Reggio nell’Emilia (MAPEI Stadium – Città del Tricolore) \| \| Ergebnis: 0:1 (0:1) \| \| Schiedsrichter: Piero Giacomelli ( Italien) \| \| Spielbericht \| | AC Mailand |
| Juventus Turin                                                                                    | 0:1 Keisuke Honda (30.) | | AC Mailand |
| Samstag, 23. August 2014 um 20:45 Uhr in Reggio nell’Emilia (MAPEI Stadium – Città del Tricolore) | | |            |
| Ergebnis: 0:1 (0:1)                                                                               | | |            |
| Schiedsrichter: Piero Giacomelli ( Italien)                                                       | | |            |
| Spielbericht                                                                                      | | |            |

| Juventus Turin                                                                                    | Juventus Turin | US Sassuolo Calcio | US Sassuolo Calcio |
| ------------------------------------------------------------------------------------------------- | --- | --- | ------------------ |
| Juventus Turin                                                                                    | \| Samstag, 23. August 2014 um 22:00 Uhr in Reggio nell’Emilia (MAPEI Stadium – Città del Tricolore) \| \| Ergebnis: 1:0 (1:0) \| \| Schiedsrichter: Massimiliano Irrati ( Italien) \| \| Spielbericht \| | \| Samstag, 23. August 2014 um 22:00 Uhr in Reggio nell’Emilia (MAPEI Stadium – Città del Tricolore) \| \| Ergebnis: 1:0 (1:0) \| \| Schiedsrichter: Massimiliano Irrati ( Italien) \| \| Spielbericht \| | US Sassuolo Calcio |
| Juventus Turin                                                                                    | 1:0 Roberto Pereyra (43.) | | US Sassuolo Calcio |
| Samstag, 23. August 2014 um 22:00 Uhr in Reggio nell’Emilia (MAPEI Stadium – Città del Tricolore) | | |                    |
| Ergebnis: 1:0 (1:0)                                                                               | | |                    |
| Schiedsrichter: Massimiliano Irrati ( Italien)                                                    | | |                    |
| Spielbericht                                                                                      | | |                    |

| AC Mailand                                                                                        | AC Mailand | US Sassuolo Calcio | US Sassuolo Calcio |
| ------------------------------------------------------------------------------------------------- | --- | --- | ------------------ |
| AC Mailand                                                                                        | \| Samstag, 23. August 2014 um 23:00 Uhr in Reggio nell’Emilia (MAPEI Stadium – Città del Tricolore) \| \| Ergebnis: 2:0 (2:0) \| \| Schiedsrichter: Piero Giacomelli ( Italien) \| \| Spielbericht \| | \| Samstag, 23. August 2014 um 23:00 Uhr in Reggio nell’Emilia (MAPEI Stadium – Città del Tricolore) \| \| Ergebnis: 2:0 (2:0) \| \| Schiedsrichter: Piero Giacomelli ( Italien) \| \| Spielbericht \| | US Sassuolo Calcio |
| AC Mailand                                                                                        | 1:0 Jérémy Ménez (8.) 2:0 Stephan El Shaarawy (19.) | | US Sassuolo Calcio |
| Samstag, 23. August 2014 um 23:00 Uhr in Reggio nell’Emilia (MAPEI Stadium – Città del Tricolore) | | |                    |
| Ergebnis: 2:0 (2:0)                                                                               | | |                    |
| Schiedsrichter: Piero Giacomelli ( Italien)                                                       | | |                    |
| Spielbericht                                                                                      | | |                    |

#### Abschlusstabelle 2014
Spieler des Tages
- Keisuke Honda

Tabellenlegende
- Sp. = Spiele
- S. = Sieg
- EM-S. = Sieg im Elfmeterschießen
- N. = Niederlage
- EM-N. = Niederlage im Elfmeterschießen
- TD. = Tordifferenz
- Pkt. = Punkte

| Platz | Mannschaft         | Sp. | S. | EM-S. | N. | EM-N. | TD. | Pkt. |
| ----- | ------------------ | --- | -- | ----- | -- | ----- | --- | ---- |
| 1     | AC Mailand         | 2   | 2  | 0     | 0  | 0     | 3:0 | 6    |
| 2     | Juventus Turin     | 2   | 1  | 0     | 1  | 0     | 1:1 | 3    |
| 3     | US Sassuolo Calcio | 2   | 0  | 0     | 2  | 0     | 0:3 | 0    |

### Trofeo TIM 2015
| AC Mailand                                                                                         | AC Mailand | Inter Mailand | Inter Mailand |
| -------------------------------------------------------------------------------------------------- | --- | --- | ------------- |
| AC Mailand                                                                                         | \| Mittwoch, 12. August 2015 um 20:45 Uhr in Reggio nell’Emilia (MAPEI Stadium – Città del Tricolore) \| \| Ergebnis: 2:1 \| \| Schiedsrichter: Andrea Gervasoni ( Italien) \| \| Spielbericht \| | \| Mittwoch, 12. August 2015 um 20:45 Uhr in Reggio nell’Emilia (MAPEI Stadium – Città del Tricolore) \| \| Ergebnis: 2:1 \| \| Schiedsrichter: Andrea Gervasoni ( Italien) \| \| Spielbericht \| | Inter Mailand |
| AC Mailand                                                                                         | 1:0 Andrea Bertolacci (4.) 2:0 Carlos Bacca (22.) | 2:1 Marcelo Brozović (31.) | Inter Mailand |
| Mittwoch, 12. August 2015 um 20:45 Uhr in Reggio nell’Emilia (MAPEI Stadium – Città del Tricolore) | | |               |
| Ergebnis: 2:1                                                                                      | | |               |
| Schiedsrichter: Andrea Gervasoni ( Italien)                                                        | | |               |
| Spielbericht                                                                                       | | |               |

| US Sassuolo Calcio                                                                                 | US Sassuolo Calcio | Inter Mailand | Inter Mailand |
| -------------------------------------------------------------------------------------------------- | --- | --- | ------------- |
| US Sassuolo Calcio                                                                                 | \| Mittwoch, 12. August 2015 um 22:00 Uhr in Reggio nell’Emilia (MAPEI Stadium – Città del Tricolore) \| \| Ergebnis: 1:0 \| \| Schiedsrichter: Marco Di Bello ( Italien) \| \| Spielbericht \| | \| Mittwoch, 12. August 2015 um 22:00 Uhr in Reggio nell’Emilia (MAPEI Stadium – Città del Tricolore) \| \| Ergebnis: 1:0 \| \| Schiedsrichter: Marco Di Bello ( Italien) \| \| Spielbericht \| | Inter Mailand |
| US Sassuolo Calcio                                                                                 | 1:0 Grégoire Defrel (24.) | | Inter Mailand |
| Mittwoch, 12. August 2015 um 22:00 Uhr in Reggio nell’Emilia (MAPEI Stadium – Città del Tricolore) | | |               |
| Ergebnis: 1:0                                                                                      | | |               |
| Schiedsrichter: Marco Di Bello ( Italien)                                                          | | |               |
| Spielbericht                                                                                       | | |               |

| US Sassuolo Calcio                                                                                 | US Sassuolo Calcio | AC Mailand | AC Mailand |
| -------------------------------------------------------------------------------------------------- | --- | --- | ---------- |
| US Sassuolo Calcio                                                                                 | \| Mittwoch, 12. August 2015 um 23:00 Uhr in Reggio nell’Emilia (MAPEI Stadium – Città del Tricolore) \| \| Ergebnis: 1:1, 3:4 i. E. \| \| Schiedsrichter: Andrea Gervasoni ( Italien) \| \| Spielbericht \| | \| Mittwoch, 12. August 2015 um 23:00 Uhr in Reggio nell’Emilia (MAPEI Stadium – Città del Tricolore) \| \| Ergebnis: 1:1, 3:4 i. E. \| \| Schiedsrichter: Andrea Gervasoni ( Italien) \| \| Spielbericht \| | AC Mailand |
| US Sassuolo Calcio                                                                                 | 1:0 Alfred Duncan (7.) | 1:1 Antonio Nocerino (45.+3') | AC Mailand |
| US Sassuolo Calcio                                                                                 | Elfmeterschießen | | AC Mailand |
| US Sassuolo Calcio                                                                                 | Diego Falcinelli Sergio Floccari Domenico Berardi Alfred Duncan Francesco Acerbi | Alessandro Matri Alessio Cerci Suso Riccardo Montolivo Antonio Nocerino | AC Mailand |
| Mittwoch, 12. August 2015 um 23:00 Uhr in Reggio nell’Emilia (MAPEI Stadium – Città del Tricolore) | | |            |
| Ergebnis: 1:1, 3:4 i. E.                                                                           | | |            |
| Schiedsrichter: Andrea Gervasoni ( Italien)                                                        | | |            |
| Spielbericht                                                                                       | | |            |

#### Abschlusstabelle 2015
Spieler des Tages
- Carlos Bacca

Tabellenlegende
- Sp. = Spiele
- S. = Sieg
- EM-S. = Sieg im Elfmeterschießen
- N. = Niederlage
- EM-N. = Niederlage im Elfmeterschießen
- TD. = Tordifferenz
- Pkt. = Punkte

| Platz | Mannschaft         | Sp. | S. | EM-S. | N. | EM-N. | TD. | Pkt. |
| ----- | ------------------ | --- | -- | ----- | -- | ----- | --- | ---- |
| 1     | AC Mailand         | 2   | 1  | 1     | 0  | 0     | 3:2 | 5    |
| 2     | US Sassuolo Calcio | 2   | 1  | 0     | 0  | 1     | 2:1 | 4    |
| 3     | Inter Mailand      | 0   | 0  | 0     | 2  | 0     | 1:3 | 0    |

### Trofeo TIM 2016
| AC Mailand                                                                                         | AC Mailand | Celta Vigo | Celta Vigo |
| -------------------------------------------------------------------------------------------------- | --- | --- | ---------- |
| AC Mailand                                                                                         | \| Mittwoch, 10. August 2016 um 21:00 Uhr in Reggio nell’Emilia (MAPEI Stadium – Città del Tricolore) \| \| Ergebnis: 0:0, 4:2 i. E. \| \| Schiedsrichter: Massimiliano Irrati ( Italien) \| \| Spielbericht \| | \| Mittwoch, 10. August 2016 um 21:00 Uhr in Reggio nell’Emilia (MAPEI Stadium – Città del Tricolore) \| \| Ergebnis: 0:0, 4:2 i. E. \| \| Schiedsrichter: Massimiliano Irrati ( Italien) \| \| Spielbericht \| | Celta Vigo |
| AC Mailand                                                                                         | Elfmeterschießen | | Celta Vigo |
| AC Mailand                                                                                         | 1:0 Carlos Bacca 2:0 M’Baye Niang 3:0 Riccardo Montolivo Keisuke Honda 4:2 Giacomo Bonaventura | Iago Aspas Daniel Wass 3:1 Nemanja Radoja 3:2 Pione Sisto | Celta Vigo |
| Mittwoch, 10. August 2016 um 21:00 Uhr in Reggio nell’Emilia (MAPEI Stadium – Città del Tricolore) | | |            |
| Ergebnis: 0:0, 4:2 i. E.                                                                           | | |            |
| Schiedsrichter: Massimiliano Irrati ( Italien)                                                     | | |            |
| Spielbericht                                                                                       | | |            |

| US Sassuolo Calcio                                                                                 | US Sassuolo Calcio | Celta Vigo | Celta Vigo |
| -------------------------------------------------------------------------------------------------- | --- | --- | ---------- |
| US Sassuolo Calcio                                                                                 | \| Mittwoch, 10. August 2016 um 22:15 Uhr in Reggio nell’Emilia (MAPEI Stadium – Città del Tricolore) \| \| Ergebnis: 0:1 (0:1) \| \| Schiedsrichter: Luca Pairetto ( Italien) \| \| Spielbericht \| | \| Mittwoch, 10. August 2016 um 22:15 Uhr in Reggio nell’Emilia (MAPEI Stadium – Città del Tricolore) \| \| Ergebnis: 0:1 (0:1) \| \| Schiedsrichter: Luca Pairetto ( Italien) \| \| Spielbericht \| | Celta Vigo |
| US Sassuolo Calcio                                                                                 | 0:1 Dejan Dražić (14.) | | Celta Vigo |
| Mittwoch, 10. August 2016 um 22:15 Uhr in Reggio nell’Emilia (MAPEI Stadium – Città del Tricolore) | | |            |
| Ergebnis: 0:1 (0:1)                                                                                | | |            |
| Schiedsrichter: Luca Pairetto ( Italien)                                                           | | |            |
| Spielbericht                                                                                       | | |            |

| US Sassuolo Calcio                                                                                 | US Sassuolo Calcio | AC Mailand | AC Mailand |
| -------------------------------------------------------------------------------------------------- | --- | --- | ---------- |
| US Sassuolo Calcio                                                                                 | \| Mittwoch, 10. August 2016 um 23:30 Uhr in Reggio nell’Emilia (MAPEI Stadium – Città del Tricolore) \| \| Ergebnis: 3:2 (3:2) \| \| Schiedsrichter: Massimiliano Irrati ( Italien) \| \| Spielbericht \| | \| Mittwoch, 10. August 2016 um 23:30 Uhr in Reggio nell’Emilia (MAPEI Stadium – Città del Tricolore) \| \| Ergebnis: 3:2 (3:2) \| \| Schiedsrichter: Massimiliano Irrati ( Italien) \| \| Spielbericht \| | AC Mailand |
| US Sassuolo Calcio                                                                                 | 1:2 Diego Falcinelli (18.) 2:2 Matteo Politano (35.) 3:2 Marcello Trotta (41.) | 0:1 M’Baye Niang (3., Elfmeter) 0:2 M’Baye Niang (14.) | AC Mailand |
| Mittwoch, 10. August 2016 um 23:30 Uhr in Reggio nell’Emilia (MAPEI Stadium – Città del Tricolore) | | |            |
| Ergebnis: 3:2 (3:2)                                                                                | | |            |
| Schiedsrichter: Massimiliano Irrati ( Italien)                                                     | | |            |
| Spielbericht                                                                                       | | |            |

#### Abschlusstabelle 2016
Spieler des Tages
- M’Baye Niang

Tabellenlegende
- Sp. = Spiele
- S. = Sieg
- EM-S. = Sieg im Elfmeterschießen
- N. = Niederlage
- EM-N. = Niederlage im Elfmeterschießen
- TD. = Tordifferenz
- Pkt. = Punkte

| Platz | Mannschaft         | Sp. | S. | EM-S. | N. | EM-N. | TD. | Pkt. |
| ----- | ------------------ | --- | -- | ----- | -- | ----- | --- | ---- |
| 1     | Celta Vigo         | 2   | 1  | 0     | 0  | 1     | 1:0 | 4    |
| 2     | US Sassuolo Calcio | 2   | 1  | 0     | 1  | 0     | 3:3 | 3    |
| 3     | AC Mailand         | 2   | 0  | 1     | 0  | 1     | 2:3 | 2    |

## Torschützen

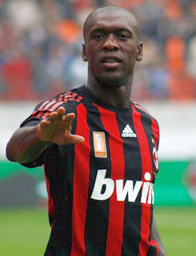
Clarence Seedorf ist mit vier Toren der treffsicherste Spieler des Turniers

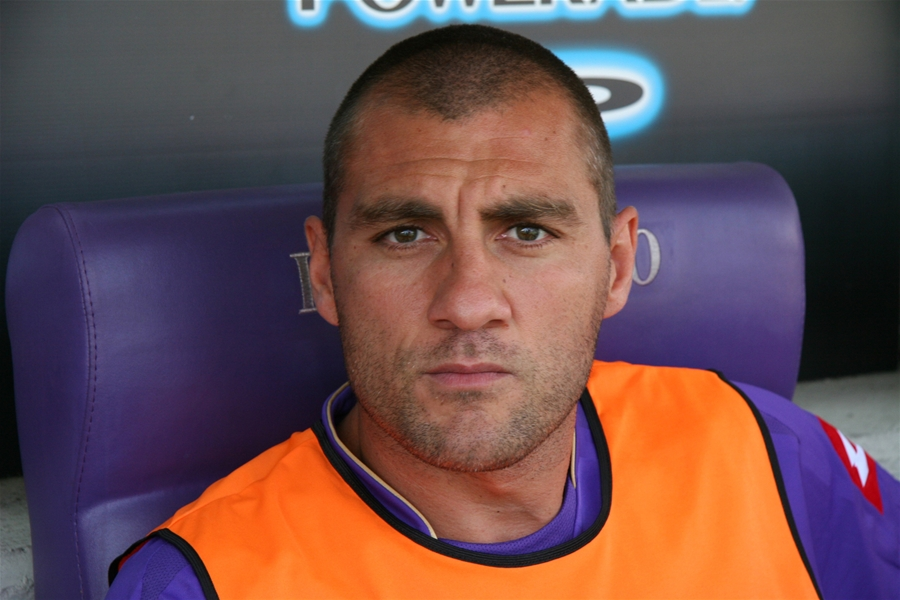
Christian Vieri erzielte seine drei Turniertore für zwei verschiedene Mannschaften

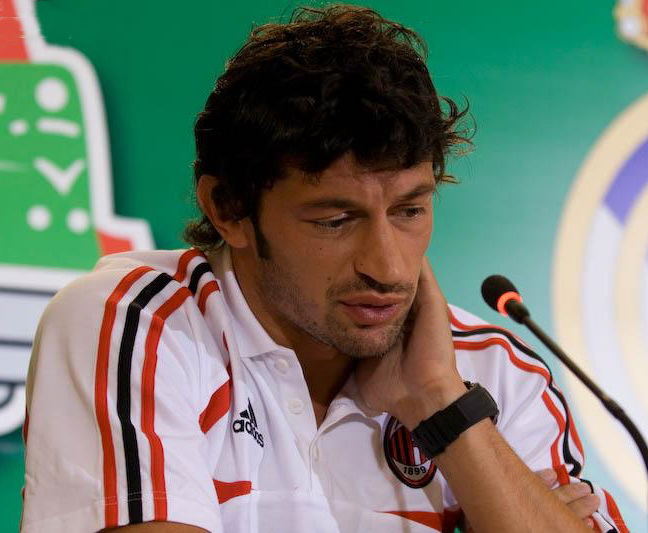
Kacha Kaladse war der erste Torschütze der Turniergeschichte

In der Liste sind die Torschützen des Trofeo TIM aufgeführt. Dabei zählen nur Tore aus der regulären Spielzeit. Die Treffer aus einem Elfmeterschießen wurden nicht berücksichtigt. In den Klammern sind die jeweiligen Tore für eine Mannschaft angezeigt, da einige Spieler bei mehr als einem der Clubs unter Vertrag standen. Bei Torgleichheit gilt die alphabetische Reihenfolge.
| Spieler              | Mannschaft(en)                     | Tore |
| -------------------- | ---------------------------------- | ---- |
| Clarence Seedorf     | AC Mailand (4)                     | 4    |
| Christian Vieri      | Inter Mailand (2) / AC Mailand (1) | 3    |
| Amauri               | Juventus Turin (2)                 | 2    |
| Stephan El Shaarawy  | AC Mailand (2)                     | 2    |
| Vincenzo Iaquinta    | Juventus Turin (2)                 | 2    |
| Obafemi Martins      | Inter Mailand (2)                  | 2    |
| Gaetano Masucci      | US Sassuolo Calcio (2)             | 2    |
| M’Baye Niang         | AC Mailand (2)                     | 2    |
| David Trezeguet      | Juventus Turin (2)                 | 2    |
| Mirko Vučinić        | Juventus Turin (2)                 | 2    |
| Massimo Ambrosini    | AC Mailand (1)                     | 1    |
| Stephen Appiah       | Juventus Turin (1)                 | 1    |
| Carlos Bacca         | AC Mailand (1)                     | 1    |
| Mario Balotelli      | Inter Mailand (1)                  | 1    |
| Andrea Bertolacci    | AC Mailand (1)                     | 1    |
| Marco Borriello      | AC Mailand (1)                     | 1    |
| Marcelo Brozović     | Inter Mailand (1)                  | 1    |
| Antonio Cassano      | AC Mailand (1)                     | 1    |
| Rui Costa            | AC Mailand (1)                     | 1    |
| Philippe Coutinho    | Inter Mailand (1)                  | 1    |
| Hernán Crespo        | Inter Mailand (1)                  | 1    |
| Julio Cruz           | Inter Mailand (1)                  | 1    |
| Grégoire Defrel      | US Sassuolo Calcio (1)             | 1    |
| Alessandro Del Piero | Juventus Turin (1)                 | 1    |
| Diego                | Juventus Turin (1)                 | 1    |
| Dejan Dražić         | Celta Vigo (1)                     | 1    |
| Alfred Duncan        | US Sassuolo Calcio (1)             | 1    |
| Diego Falcinelli     | US Sassuolo Calcio (1)             | 1    |
| Giuseppe Favalli     | AC Mailand (1)                     | 1    |
| Luís Figo            | Inter Mailand (1)                  | 1    |
| Alberto Gilardino    | AC Mailand (1)                     | 1    |
| Fredy Guarín         | Inter Mailand (1)                  | 1    |
| Keisuke Honda        | AC Mailand (1)                     | 1    |
| Kacha Kaladse        | AC Mailand (1)                     | 1    |
| Kaká                 | AC Mailand (1)                     | 1    |
| Mohamed Kallon       | Inter Mailand (1)                  | 1    |
| Marco Marchionni     | Juventus Turin (1)                 | 1    |
| Alessandro Matri     | Juventus Turin (1)                 | 1    |
| Jérémy Ménez         | AC Mailand (1)                     | 1    |
| Diego Milito         | Inter Mailand (1)                  | 1    |
| Thiago Motta         | Inter Mailand (1)                  | 1    |
| Giuseppe Favalli     | AC Mailand (1)                     | 1    |
| Rodrigo Palacio      | Inter Mailand (1)                  | 1    |
| Roberto Pereyra      | Juventus Turin (1)                 | 1    |
| Andrea Petagna       | AC Mailand (1)                     | 1    |
| Matteo Politano      | US Sassuolo Calcio (1)             | 1    |
| Nicola Pozzi         | AC Mailand (1)                     | 1    |
| Andrea Ranocchia     | Inter Mailand (1)                  | 1    |
| Álvaro Recoba        | Inter Mailand (1)                  | 1    |
| Ronaldinho           | AC Mailand (1)                     | 1    |
| Ukraine              | AC Mailand (1)                     | 1    |
| Wesley Sneijder      | Inter Mailand (1)                  | 1    |
| Marcello Trotta      | US Sassuolo Calcio (1)             | 1    |
| Arturo Vidal         | Juventus Turin (1)                 | 1    |
| Marcelo Zalayeta     | Juventus Turin (1)                 | 1    |